# Pasar Tanjung Enim
Pasar Tanjung Enim is een bestuurslaag in het regentschap Muara Enim van de provincie Zuid-Sumatra, Indonesië. Pasar Tanjung Enim telt 10.219 inwoners (volkstelling 2010).